# La sposa di Messina
(Don Cesare, Atto secondo, Scena quinta)
La sposa di Messina (sottotitolo "o I fratelli nemici") è una tragedia di Friedrich Schiller del 1803 ambientata in una Sicilia immaginaria in cui confusamente coesistono Cristianesimo e Paganesimo.

## Trama
La principessa Isabella di Messina (personaggio mai esistito storicamente) ha appena perso il marito. I suoi due figli, Don Manuel e Don Cesare, sono in guerra tra loro. Decisa a farli riconciliare, Isabella li convoca a Palazzo e dopo averli supplicati di riappacificarsi, ottiene una promessa di pace. 
Dopodiché Isabella rivela che i due hanno ancora una sorella, fino a quel momento vissuta in un monastero. Racconta che era stata costretta ad abbandonare la figlia neonata perché il re aveva fatto un sogno in cui la nascita di una bambina avrebbe determinato la morte dei due fratelli. Ma anche lei la stessa notte aveva fatto un sogno in cui una nascitura, al contrario, avrebbe sancito la fine dei conflitti tra i due fratelli. Così, Isabella rivela a Don Manuel e a Don Cesare di aver salvato la figlia e di averla nascosta, senza dirlo al re, seguendo da lontano la sua crescita . 
Ma entrambi i fratelli, ignari della parentela, l'avevano già incontrata e tutti e due erano innamorati di lei. Così Don Cesare, inconsapevole di amare la sorella, trovato il fratello abbracciato a lei, accecato dalla gelosia, lo uccide. Dopo l'assassinio di Don Manuel, Isabella svela il nome della figlia Beatrice cosicché Don Cesare, inorridito per l'assassinio e per il suo incesto, decide di uccidersi.